# Acquasparta

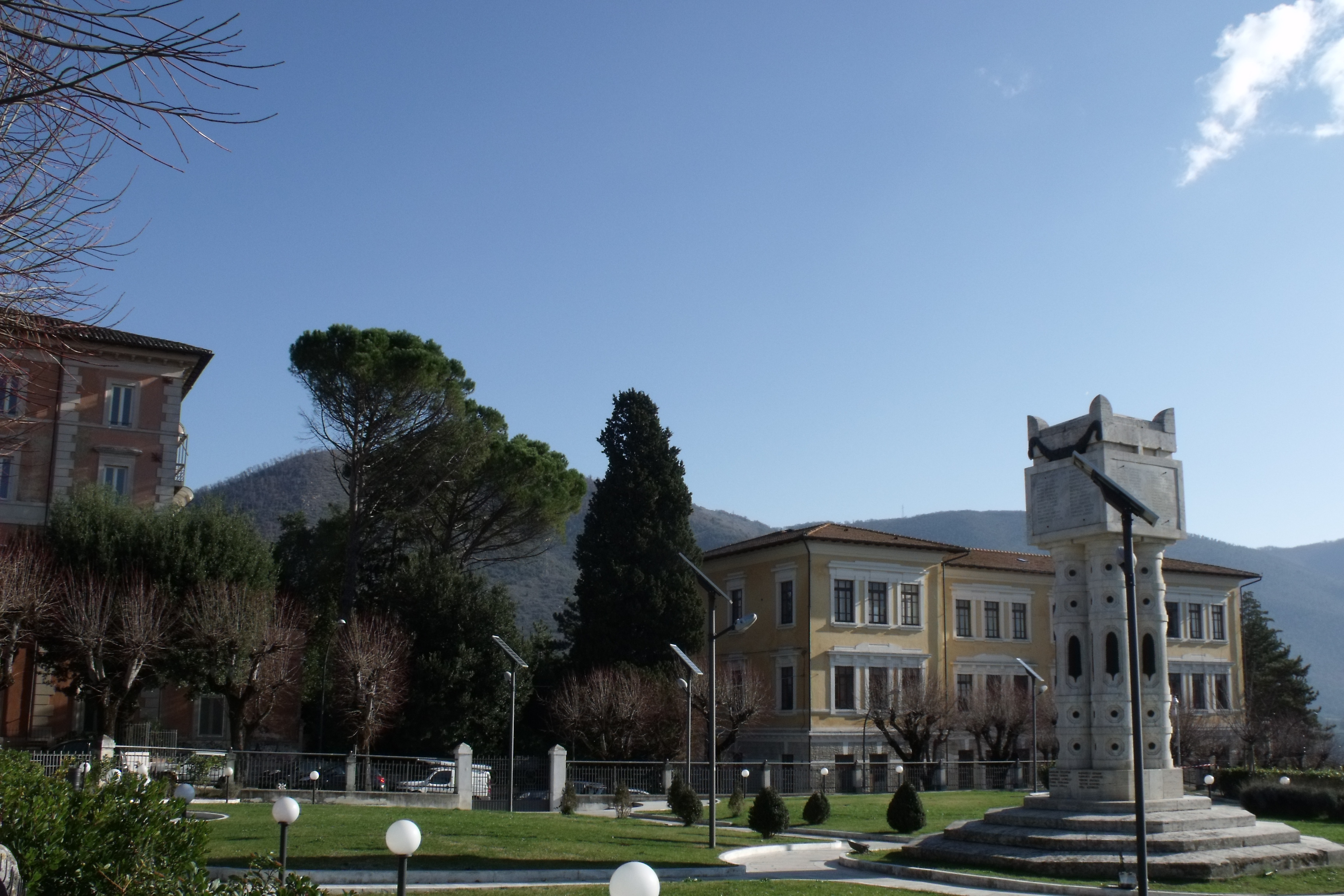

Acquasparta es una localidad de Italia perteneciente a la provincia de Terni (Umbría, Italia central), con 4.978 habitantes.

## Evolución demográfica
| Gráfica de evolución demográfica de Acquasparta entre 1861 y 2001 |
|                                                                   |
| Fuente ISTAT - elaboración gráfica de Wikipedia                   |

## Personalidades
- Federico Cesi (1585 - 1630), científico y naturalista.
- Matteo de Acquasparta (1240 – 1302), cardenal, filósofo y teólogo franciscano.